# Isabel c/o Danmark
Isabel c/o Danmark er en dansk dokumentarfilm fra 1988 med instruktion og manuskript af Torben Vosbein og Helle Toft Jensen. Helle Toft Jensen har desuden lavet en selvstændig fortsættelse, Isabel - på vej.

## Handling
Et portræt af chilensk fødte Isabel på 16 år, som hverken føler sig som dansker eller chilener. Hun bor i Avedøre ved København sammen med sin mor og tjener sine penge i en burgerrestaurant. Isabels far og mor har været i konflikt med magtens folk i Augusto Pinochets Chile - faderen er nu tilbage i Chile, som datteren planlægger at rejse til. Isabel fortæller sin historie, som også omfatter hendes opfattelse af danskernes måde at leve på.